# Muscicapa lendu
Muscicapa lendu е вид птица от семейство Muscicapidae. Видът е световно застрашен, със статут Уязвим.

## Разпространение
Видът е разпространен в Демократична република Конго, Кения и Уганда.